# Schradera pseudonervulosa
Schradera pseudonervulosa är en måreväxtart som beskrevs av Puff, R.Buchner och J. Greimler. Schradera pseudonervulosa ingår i släktet Schradera och familjen måreväxter. Inga underarter finns listade i Catalogue of Life.